# Les Tribulations de mon grand-père anglais au pays des bolchéviks
Pour plus de détails, voir Fiche technique et Distribution.
Les Tribulations de mon grand-père anglais au pays des bolchéviks (Robinzoniada, anu chemi ingliseli Papa) est un film soviétique réalisé par Nana Djordjadze, sorti en 1987. 
Le film remporte la Caméra d'or au Festival de Cannes 1987.

## Synopsis
Une vieille femme se souvient : durant la brève République démocratique de Géorgie (1918-1921) le télégraphiste anglais Christopher Hughes est envoyé dans la Géorgie rurale pour travailler à établir et entretenir une ligne télégraphique entre le Royaume-Uni et l'Inde... 
Elle et lui tombent amoureux, mais il n'est pas atteint par l'ordre de rapatriement consécutif à l'invasion russe...

## Fiche technique
- Titre original : Robinzoniada, anu chemi ingliseli Papa
- Titre français : Les Tribulations de mon grand-père anglais au pays des bolchéviks
- Réalisation : Nana Djordjadze
- Scénario : Irakli Kvirikadze
- Photographie : Levan Paatashvili
- Musique : Enri Lolashvili
- Direction artistique : Vakhtang Rurua
- Pays d'origine : RSS de Géorgie, URSS
- Genre : comédie
- Langue : russe, géorgien
- Date de sortie : 
  -  France : mai 1987 (Festival de Cannes 1987)

## Distribution
- Janri Lolashvili
- Nineli Chankvetadze
- Guram Pirtskhalava
- Elguja Burduli
- Rusudan Bolkvadze
- Tiko Eliosidze
- Shalva Kherkheulidze